# Espérance Sportive de Tunis
El Espérance Sportive de Tunis (en árabe: الترجي الرياضي التونسي conocido como (Attaraji)‎ⓘ, en español: Esperanza Deportiva de Túnez ) es un club deportivo de la ciudad de Túnez. Fue fundado en 1919 y cuenta con varias disciplinas deportivas, como fútbol, balonmano y vóleibol. La sección de fútbol es la más conocida, ya que el club de fútbol es uno de los más laureados del fútbol africano y juega en la CLP-1.
El Espérance cuenta con 57 palmarés nacionales siendo estos 34 ligas, 16 copas y 7 supercopas, mientras que internacionalmente cuenta con 8, siendo cuatro Ligas de Campeones, una Recopa Africana, una Supercopa de la CAF, una Copa Afroasiática y una Copa CAF. Los colores tradicionales del club son camiseta con rayas amarillas y rojas, y pantalón negro. El Espérance disputa sus partidos como local en el estadio olímpico de Rades, que tiene capacidad para 60.000 espectadores.
El Espérance de Túnez tiene una gran base de seguidores en Túnez, no solo en la capital, sino en todo el país. Después de ganar dos veces consecutivas el título de la Liga de Campeones de la CAF, la popularidad del club también ha crecido en África, y los seguidores en el extranjero lo apoyan, especialmente en países como Francia, Alemania, Catar y los Emiratos Árabes Unidos. En el Mundial de Clubes de la FIFA 2018, más de 15.000 aficionados fueron transportados a los Emiratos Árabes Unidos para apoyar al equipo.

## Historia

### Fundación y primeros años (1919-1939)

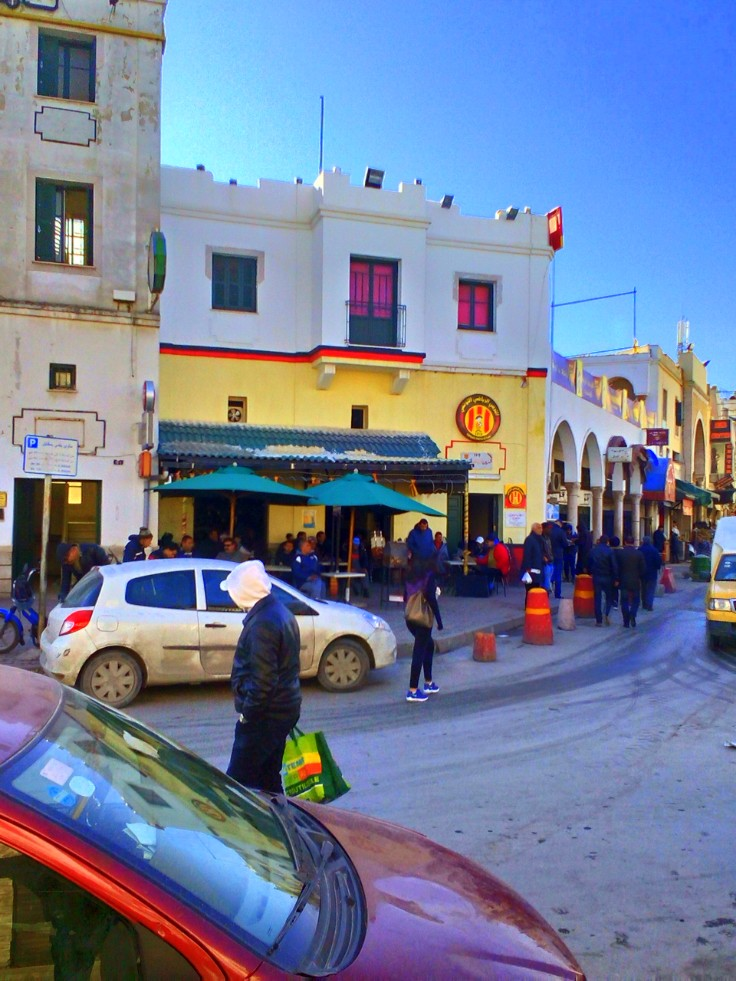
Edificio sede del club en el barrio de Bab Souika en Túnez.

Mohamed Zouaoui y Hédi Kallel fundaron el club de fútbol en la tienda de café que le dio al club su nombre: el Café de l'Espérance situado en el mítico barrio popular de Bab Souika. El Espérance Sportive se registró oficialmente el 15 de enero de 1919 y vivió sus primeros días bajo la ocupación de un presidente francés, Louis Montassier. Meses más tarde, después de arduas negociaciones con las autoridades francesas, Mohamed Melki intervino como primer presidente tunecino del club.
Los primeros colores del Espérance eran blancos y verdes. En 1920, el club contrató a un joven estudiante de secundaria, Chadly Zouiten, que proporcionó el club con un cargamento de camisetas a rayas verticales rojas y amarillas. Estos se convirtieron en los nuevos colores del Espérance. Zouiten llegó a la presidencia del club en 1923, manteniendo esa posición durante las próximas cuatro décadas. Bajo su presidencia, los resultados del Espérance no fueron muy exitosos hasta su ascenso a la Division d'Honneur de Tunis (División de Honor de Túnez) en 1936. El Espérance luego llegó a la final de la Coupe de Tunisie (Copa de Túnez), pero fue derrotado por el Stade Gaulois. Tres años después de su derrota a manos de los Gaulois, el equipo se proclamó campeón de Copa en 1939 tras vencer al Etoile Sportive du Sahel —con el tiempo, su gran rival histórico— con un marcador final de 4 a 1.

### Club Musulmán Completo
El fútbol apareció en el estado de Túnez a principios del siglo XX. Los clubes europeos, que en su mayoría eran ramas coloniales de federaciones deportivas de los países originales, fueron los únicos que participaron en el primer campeonato tunecino de 1910. Entre estos clubes se encontraban clubes franceses como el "Racing Club" de Túnez (fundado en 1904), "L’Ouest" (un club patrocinado por la Iglesia católica), el "Club Sportif Tunisien" (1908), y el "Stade Goulet", además de clubes italianos (Italia Túnez, Savoya Susa) y clubes malteses, siendo el más destacado "Milita Sport" en Túnez. Con el paso de los años, clubes como "Jean Dark", "Avant-Garde" y el "Stade Tunisien" se unieron a esta formación. El "Stade Africain", un club franco-árabe (pero cuya mayoría de miembros eran franceses), fue el primero en incorporar jugadores tunecinos reclutados de escuelas secundarias y universidades.
Después de una interrupción de dos años debido a Primera Guerra Mundial, se organizó la "Copa de Franceses-Árabes" en 1917, lo que marcó el regreso a la competencia. Durante la final entre el "Stade Africain" y "Stade Tunisien" (que solo contaba con jugadores judíos), estallaron incidentes violentos entre los aficionados de ambos equipos. La atmósfera en las gradas estaba cargada de antisemitismo latente: los catorce puntos del presidente Woodrow Wilson y Declaración Balfour se mencionaban constantemente entre los espectadores, y el resentimiento hacia los judíos, que no habían sido llamados a filas durante el conflicto, ensombreció la mente de los asistentes. Tras estos disturbios entre musulmanes y judíos, y las peleas antisemitas presenciadas en el partido, se prohibió cualquier evento deportivo o concentración pública.
La calle Ashour, ubicada en el norte de la Medina, es un lugar dominado por musulmanes y se extiende hacia "Hélia", una zona con alta densidad de población judía, lo que contribuyó a la interacción entre ambos grupos. Después de que estas comunidades fueran inicialmente rivales, se acercaron más y decidieron fusionar sus equipos deportivos, lo que calmó a las autoridades francesas. Así nació el "Union Sportive Tunisienne" mediante la fusión de "Stade Tunisien" y "Stade Africain". Este nuevo club dominó el fútbol tunecino durante el período de entreguerras.

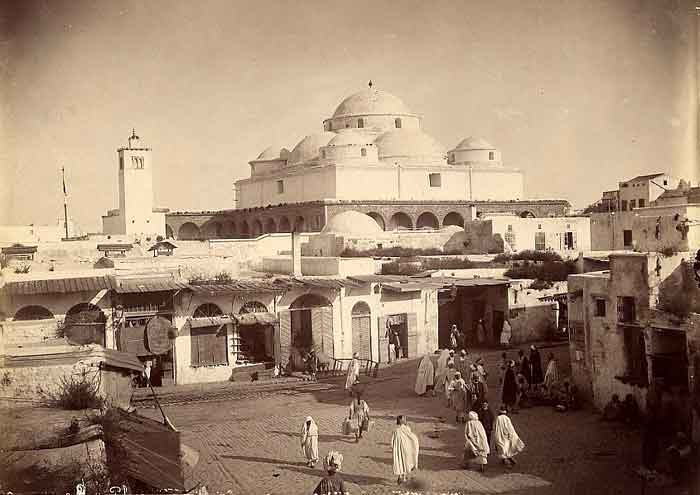
Bab Souika Túnez en 1919.

Mohamed Al-Zawawi, portero del "Stade Africain", junto con El Hedi Al-Qalal y Osman Ben Sultan, defendió la idea de fundar un club "musulmán genuino", y no solo un club tunecino, por lo que se reunieron en el café "Esperance" en las afueras de la Medina en Bab Souika. Esta reunión marcó el inicio de la fundación del Espérance Sportive de Tunis. Este club se fundó como una reacción directa a la creación del Union Sportive Tunisienne, que estaba compuesto en su mayoría por jugadores judíos tras la salida de los miembros musulmanes. El Espérance Sportive de Tunis recibió oficialmente el permiso de las autoridades francesas el 15 de enero de 1919, y se formó no para oponerse a la identidad nacional, sino como una medida contraria a la iniciativa de la comunidad judía en el fútbol tunecino.
La fecha de fundación del Espérance tiene un significado especial en la formación de la identidad del club. Muchos aficionados al fútbol, sin importar el equipo al que apoyen, creen que el Espérance fue el primer club tunecino fundado en el país. Esta autenticidad derivada de los orígenes del club contribuye a su estatus mítico: a menudo se le ve como un compromiso temprano con el movimiento nacional. La política de contratación del club, que desde el principio se limitaba solo a jugadores musulmanes, reforzó la reputación del club. Y aunque los primeros resultados fueron modestos, el Espérance destacó por su insistencia en solo incluir jugadores musulmanes, a diferencia de otros clubes tunecinos como el Union Sportive Tunisienne y Club Africain, que incluían jugadores franceses o italianos. Este rechazo a incorporar jugadores "de sangre mixta" y la "pureza" del equipo formado únicamente por talentos locales posicionaron al Espérance como un símbolo de la identidad nacional tunecina.
Sin embargo, la presencia del presidente francés Louis Montassier, que era un requisito según la ley francesa para la formación de cualquier asociación, perjudicó algo la imagen del club entre los "esperancistas", ya que esta conexión iba en contra de los principios nacionalistas. No obstante, la autenticidad del Espérance Sportive se vio reforzada por su fuerte vinculación con los barrios del norte de la Medina, lo que consolidó su posición como una institución local y nacional.

### Segunda Guerra Mundial e independencia de Túnez (1940-1969)
Entre el comienzo de la Segunda Guerra Mundial y la independencia de Túnez (1956), el Espérance acogió muchos jugadores expertos, entre ellos un número de jugadores argelinos como Ben Tifour y Draoua. El club, tradicionalmente un "nativo tunecino" era ahora un equipo fuerte ante los clubes franceses, italianos y malteses que habían dominado el fútbol en Túnez hasta entonces.
Después de la independencia de 1956, no solo el Espérance convirtió en un club polideportivo con la introducción del balonmano, baloncesto, voleibol, etc., sino también el club más exitoso del país en el futuro. El equipo de fútbol que es, aún hasta ahora, el corazón del club, se hizo popular no solo por los títulos que habían ganado (los campeones de Túnez en 1958 y 1960 y la Copa de Túnez en 1957), sino también por el espectacular estilo de juego agresivo.
El club ganó su primer campeonato de liga en la temporada 1959 y repetiría éxito en 1960, sumando una copa en 1964. En 1963 nació el estilo de ataque que impuso su entrenador Abderrahmane Ben Ezzedine, quien introdujo rigurosos principios defensivos inspirados en el fútbol italiano. Noureddine Ben Fraj contribuyó en gran medida al éxito del Espérance. Más tarde Ben Fraj tuvo su experiencia en Arabia Saudí como entrenador del Ohud Club y regresó a hacerse cargo del equipo juvenil.

### Primeros éxitos y dominios (1970-1989)
En la década de 1970, el club ha descubrió varios grandes jugadores locales, como Tarak Dhiab, Temime Ben Abdallah, Abdelmajid Ben Mrad, Abdeljabbar Machouche, Abdelkader, Raouf El Meddeb, Kochbati, Torkhani, Mokhtar Gabsi, Ahmed Hammami, El Kamel, Mohamed Ben Mahmoud, Zoubeir Boughnia —famoso por sus poderosos lanzamientos directos de falta—, Ridha Akacha, Adel Latrach o Lassâad Dhiab. Todos estos jugadores fueron recogidos de las competiciones de vecinos de diversos barrios de Túnez. El club logró sumar tres campeonatos de liga en 1970, 1975 y 1976, mientras que en 1979 se hizo con su cuarta Copa de Túnez.
No fue hasta 1982 cuando el Espérance volvió a proclamarse campeón tunecino, sumando posteriormente tres títulos más de liga y otros tres de copa, todos ellos ante uno de sus rivales principales de la capital, el Club Africain. En 1982, el expresidente Hassen Belkhoja murió en un terrible accidente, y el campo de entrenamiento del club actual fue nombrado después en su honor (Parc Hassen Belkhoja, conocido antes, y llamado todavía, Parc B), situado en el centro de Túnez.
La llegada de grandes nombres en el mundo del fútbol, como Roger Lemerre (Francia), Amarildo (Brasil) o incluso los polacos Antoni Piechniczek y Władysław Żmuda para entrenar al primer equipo llevó al club a otra dimensión del fútbol tunecino. Aumentó la llegada de jugadores talentosos como Khaled Ben Yahia, Nabil Maâloul, Samir Khemiri, Fethi Trabelsi, Taoufik Hicheri, Lotfi Jebara, Mondher Baouab, Bessam Jeridi, jugando al lado de futbolistas más experimentados como Tarek Dhiab, Chouchane o Ben Mahmoud, proporcionaron al equipo un gran poder a lo largo de toda la década de 1980.
El club comenzó de nuevo su participación en las competiciones africanas, después de su retirada en 1971 de la Copa de Campeones ante el Al Ittihad Club libio por falta de recursos y problemas de horario con las competiciones nacionales. En 1987, el Espérance llegó a la final de la Recopa Africana contra el Gor Mahia FC de Kenia, pero no pudo ganar el título tras empatar 2-2 en Túnez y 1-1 en Nairobi, cayendo finalmente por la regla de goles marcados como visitante. En 1989, el club ganó su primer doblete (campeonato y la copa) y Slim Chiboub se convirtió en su presidente.

### Edad dorada y reconocimiento internacional (1990-presente)

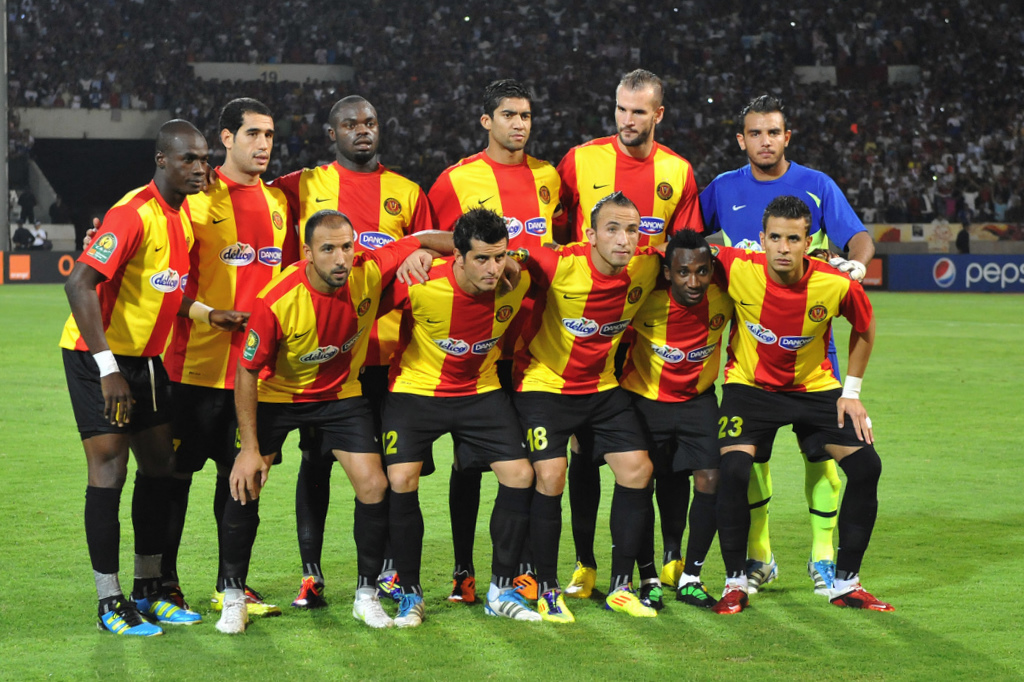
Alineación del Espérance antes de la final de la Liga de Campeones 2011 ante el WAC.

El verdadero éxito llegó con Slim Chiboub y su visión revolucionaria, así como la reestructuración que llevó a cabo en el club. Bajo la presidencia de Chiboub, el Espérance ganó todos los títulos posibles a nivel doméstico y continental: la Liga de Campeones, la Copa CAF y la Supercopa Africana, así como otros torneos árabes y afroasiáticos como la Liga de Campeones Árabe. El equipo de fútbol continuó ganando títulos nacionales, con seis ligas y tres copas al final de la década de 1990. Su momento más importante fue en 1994, cuando venció al Zamalek cairota en la Liga de Campeones de 1994 tras empatar sin goles en Egipto y ganar 3-1 en Túnez.
Tras el cambio de siglo, el club no lograba repetir el éxito en la Liga de Campeones, por lo que Slim Chiboub tuvo que dimitir en 2004, a pesar de que el equipo se había proclamado campeón de Túnez ininterrumpidamente durante siete años, desde 1998, hasta alcanzar los 20 campeonatos en la historia del club. Su sustituto en la presidencia del club, Aziz Zouhir, no logró tener éxito en el continente africano, a pesar de que el equipo llegó a tres finales de Copa consecutiva, ganando dos copas y un campeonato a nivel nacional.
En la temporada 2007-08 comenzó una nueva era con Hamdi Meddeb como presidente y Tarak Dhiab al frente de la pirámide del club. El equipo ganó dos copas consecutivas (2007 y 2008) y los campeonatos de liga desde 2009. Además, el Espérance volvió a reinar internacionalmente al hacerse con dos Ligas de Campeones, uno a nivel árabe en 2009 y el otro a nivel africano en 2011, ambas en contra del mismo finalista, el Wydad Athletic Club (WAC), tras caer en la final de la Liga de Campeones de 2010 contra el Tout Puissant Mazembe. 
Recientemente venció 3 a 0 al Al-Ahly de Egipto y se coronó campeón de la Champions League Africana, obteniendo así su tercer título de esta competición.

## Uniforme
- Uniforme titular: Camiseta amarilla con rayas rojas, pantalón y medias negras.
- Uniforme alternativo: Camiseta negra, pantalón blanco, medias rojas.

## Palmarés

### Títulos nacionales
| Competiciones nacionales      | Títulos | Subcampeonatos                                                          |
| ----------------------------- | --- | ----------------------------------------------------------------------- |
| Liga Tunecina (34)            | 1942¹, 1959, 1960, 1970, 1975, 1976, 1982, 1985, 1988, 1989, 1991, 1993, 1994, 1998, 1999, 2000, 2001, 2002, 2003, 2004, 2006, 2009, 2010, 2011, 2012, 2014, 2017, 2018, 2019, 2020, 2021, 2022, 2024, 2025. (Récord) | 1957, 1958, 1961, 1964, 1974, 1980, 1986, 1990, 1995, 1997, 2013, 2016. |
| Copa Presidente de Túnez (16) | 1939¹, 1957, 1964, 1979, 1980, 1986, 1989, 1991, 1997, 1999, 2006, 2007, 2008, 2011, 2016, 2025. (Récord) | 1937, 1945, 1947, 1959, 1969, 1971, 1976, 2004, 2005, 2020.             |
| Supercopa de Túnez (7)        | 1960, 1993, 2001, 2018, 2019, 2021, 2024. (Récord) | 1970, 1979, 1985, 1986.                                                 |

### Títulos internacionales
| Competiciones internacionales   | Títulos                 | Subcampeonatos          |
| ------------------------------- | ----------------------- | ----------------------- |
| Liga de Campeones de la CAF (4) | 1994, 2011, 2018, 2019. | 1999, 2000, 2010, 2012. |
| Recopa de la CAF (1)            | 1998.                   | 1987.                   |
| Supercopa de la CAF (1)         | 1995.                   | 1999, 2012, 2019, 2020. |
| Copa Afroasiática (1)           | 1995.                   |                         |
| Copa CAF (1)                    | 1997.                   |                         |

### Títulos amistosos
- Campeonato de Clubes Árabes (3): 1993, 2009, 2017.
- Supercopa Árabe (1): 1996.

## Participación en competiciones de la CAF
- Copa Africana de Clubes Campeones: 7 participaciones

| Temporada | PJ | PG | PE | PP | GF | GC | Dif. | Puntos | Posición         |
| --------- | -- | -- | -- | -- | -- | -- | ---- | ------ | ---------------- |
| 1971      | 2  | 1  | 1  | 0  | 1  | 0  | +1   | 4      | Abandonó en S.R. |
| 1986      | 6  | 3  | 0  | 3  | 6  | 6  | 0    | 9      | Cuartos de Final |
| 1989      | 4  | 2  | 1  | 1  | 6  | 6  | 0    | 7      | Segunda Ronda    |
| 1990      | 6  | 2  | 3  | 1  | 5  | 3  | +2   | 9      | Cuartos de Final |
| 1992      | 2  | 1  | 0  | 1  | 2  | 2  | 0    | 3      | Primera Ronda    |
| 1994      | 10 | 7  | 3  | 0  | 24 | 7  | +17  | 24     | Campeón          |
| 1995      | 6  | 3  | 2  | 1  | 9  | 3  | +6   | 11     | Cuartos de Final |
| Total     | 36 | 19 | 10 | 7  | 53 | 27 | +26  | 67     | 1 título         |

- Liga de Campeones de la CAF: 20 participaciones

| Temporada | PJ  | PG  | PE | PP | GF  | GC  | Dif. | Puntos | Posición         |
| --------- | --- | --- | -- | -- | --- | --- | ---- | ------ | ---------------- |
| 1999      | 12  | 8   | 3  | 1  | 25  | 5   | +20  | 27     | Subcampeón       |
| 2000      | 12  | 7   | 1  | 4  | 28  | 15  | +13  | 22     | Subcampeón       |
| 2001      | 12  | 5   | 5  | 2  | 15  | 11  | +4   | 20     | Semifinales      |
| 2002      | 10  | 6   | 1  | 3  | 22  | 10  | +12  | 19     | Fase de Grupos   |
| 2003      | 12  | 6   | 4  | 2  | 23  | 11  | +12  | 22     | Semifinales      |
| 2004      | 12  | 7   | 2  | 3  | 22  | 10  | +12  | 23     | Semifinales      |
| 2005      | 10  | 2   | 4  | 4  | 13  | 10  | +3   | 10     | Fase de Grupos   |
| 2007      | 12  | 6   | 3  | 3  | 17  | 10  | +7   | 21     | Fase de Grupos   |
| 2010      | 16  | 9   | 4  | 3  | 28  | 19  | +9   | 31     | Subcampeón       |
| 2011      | 14  | 8   | 5  | 1  | 24  | 6   | +18  | 29     | Campeón          |
| 2012      | 12  | 6   | 4  | 2  | 20  | 9   | +11  | 22     | Subcampeón       |
| 2013      | 12  | 8   | 3  | 1  | 13  | 5   | +8   | 27     | Semifinales      |
| 2014      | 10  | 5   | 2  | 3  | 20  | 12  | +8   | 17     | Fase de Grupos   |
| 2015      | 4   | 3   | 0  | 1  | 6   | 3   | +3   | 9      | Segunda Ronda    |
| 2017      | 10  | 4   | 4  | 2  | 18  | 11  | +7   | 16     | Cuartos de Final |
| 2018      | 16  | 9   | 4  | 3  | 26  | 12  | +14  | 31     | Campeón          |
| 2018-19   | 11  | 7   | 4  | 0  | 17  | 6   | +8   | 25     | Campeón          |
| 2019-20   | 10  | 5   | 3  | 2  | 12  | 8   | +4   | 18     | Cuartos de Final |
| 2020-21   | 12  | 5   | 3  | 4  | 14  | 14  | 0    | 18     | Semifinales      |
| 2021-22   | 10  | 5   | 4  | 1  | 13  | 3   | +10  | 19     | Cuartos de Final |
| 2022-23   | 12  | 5   | 3  | 4  | 10  | 11  | -1   | 18     | Semifinales      |
| Total     | 241 | 126 | 66 | 49 | 386 | 201 | +185 | 444    | 3 títulos        |

- Copa Confederación de la CAF: 4 participaciones

| Temporada | PJ | PG | PE | PP | GF | GC | Dif. | Puntos | Posición       |
| --------- | -- | -- | -- | -- | -- | -- | ---- | ------ | -------------- |
| 2006      | 12 | 6  | 3  | 3  | 17 | 8  | +9   | 21     | Fase de Grupos |
| 2008      | 6  | 2  | 1  | 3  | 9  | 7  | +2   | 7      | Tercera Ronda  |
| 2015      | 8  | 2  | 1  | 5  | 8  | 10 | -2   | 7      | Fase de Grupos |
| 2016      | 6  | 3  | 2  | 1  | 12 | 3  | +9   | 11     | Ronda Play-Off |
| Total     | 32 | 13 | 7  | 12 | 46 | 28 | +18  | 46     | -              |

- Recopa Africana: 4 participaciones

| Temporada | PJ | PG | PE | PP | GF | GC | Dif. | Puntos | Posición         |
| --------- | -- | -- | -- | -- | -- | -- | ---- | ------ | ---------------- |
| 1980      | 0  | 0  | 0  | 0  | 0  | 0  | 0    | 0      | Abandonó en S.R. |
| 1981      | 0  | 0  | 0  | 0  | 0  | 0  | 0    | 0      | Abandonó en P.R. |
| 1987      | 10 | 5  | 3  | 2  | 17 | 7  | +10  | 18     | Subcampeón       |
| 1998      | 10 | 7  | 1  | 2  | 16 | 7  | +9   | 22     | Campeón          |
| Total     | 20 | 12 | 4  | 4  | 33 | 14 | +19  | 40     | 1 título         |

- Copa CAF: 1 participación

| Temporada | PJ | PG | PE | PP | GF | GC | Dif. | Puntos | Posición |
| --------- | -- | -- | -- | -- | -- | -- | ---- | ------ | -------- |
| 1997      | 10 | 6  | 1  | 3  | 29 | 11 | +18  | 19     | Campeón  |
| Total     | 10 | 6  | 1  | 3  | 29 | 11 | +18  | 19     | 1 título |

- Copa Afro-Asiática: 1 participación

| Temporada | PJ | PG | PE | PP | GF | GC | Dif. | Puntos | Posición |
| --------- | -- | -- | -- | -- | -- | -- | ---- | ------ | -------- |
| 1995      | 2  | 1  | 1  | 0  | 4  | 1  | +3   | 4      | Campeón  |
| Total     | 2  | 1  | 1  | 0  | 4  | 1  | +3   | 4      | 1 título |

- Supercopa de la CAF: 5 participaciones

| Temporada | PJ | PG | PE | PP | GF | GC | Dif. | Puntos | Posición   |
| --------- | -- | -- | -- | -- | -- | -- | ---- | ------ | ---------- |
| 1995      | 1  | 1  | 0  | 0  | 3  | 0  | +3   | 3      | Campeón    |
| 1999      | 1  | 0  | 0  | 1  | 1  | 3  | -2   | 0      | Subcampeón |
| 2012      | 1  | 0  | 1  | 0  | 1  | 1  | 0    | 1      | Subcampeón |
| 2019      | 1  | 0  | 0  | 1  | 1  | 2  | -1   | 0      | Subcampeón |
| 2020      | 1  | 0  | 0  | 1  | 1  | 3  | -2   | 0      | Subcampeón |
| Total     | 5  | 1  | 1  | 3  | 7  | 9  | -2   | 4      | 1 título   |

- Copa Mundial de Clubes de la FIFA: 3 participaciones

| Temporada | PJ | PG | PE | PP | GF | GC | Dif. | Puntos | Posición |
| --------- | -- | -- | -- | -- | -- | -- | ---- | ------ | -------- |
| 2011      | 2  | 0  | 0  | 2  | 3  | 5  | -2   | 0      | 6° lugar |
| 2018      | 2  | 0  | 1  | 1  | 1  | 4  | -3   | 1      | 5° lugar |
| 2019      | 2  | 1  | 0  | 1  | 6  | 3  | +3   | 3      | 5° lugar |
| Total     | 6  | 1  | 1  | 4  | 10 | 12 | -2   | 4      | -        |

### Por competición
Nota: En negrita competiciones activas.
| Competición                                           | Temp. | PJ  | PG  | PE | PP | GF  | GC  | Dif. | Puntos | Títulos | Subtítulos |
| ----------------------------------------------------- | ----- | --- | --- | -- | -- | --- | --- | ---- | ------ | ------- | ---------- |
| Liga de Campeones de la CAF                           | 21    | 241 | 126 | 66 | 49 | 386 | 201 | +185 | 444    | 3       | 4          |
| Copa Africana de Clubes Campeones                     | 7     | 36  | 19  | 10 | 7  | 53  | 27  | +26  | 67     | 1       | –          |
| Copa Mundial de Clubes de la FIFA                     | 3     | 6   | 1   | 1  | 4  | 10  | 12  | -2   | 4      | –       | –          |
| Copa Confederación de la CAF                          | 4     | 32  | 13  | 7  | 12 | 46  | 28  | +18  | 46     | –       | –          |
| Recopa Africana                                       | 4     | 20  | 12  | 4  | 4  | 33  | 14  | +19  | 40     | 1       | 1          |
| Copa Afroasiática                                     | 1     | 2   | 1   | 1  | 0  | 4   | 1   | +3   | 4      | 1       | –          |
| Supercopa de la CAF                                   | 5     | 5   | 1   | 1  | 3  | 7   | 9   | -2   | 4      | 1       | 4          |
| Copa CAF                                              | 1     | 10  | 6   | 1  | 3  | 29  | 11  | +18  | 19     | 1       | –          |
| Total                                                 | 46    | 352 | 179 | 91 | 82 | 568 | 303 | +265 | 628    | 8       | 9          |
| Actualizado a la Liga de Campeones de la CAF 2022-23. |       |     |     |    |    |     |     |      |        |         |            |

## Entrenadores
- Hamadi Ben Ghachem (1927–30), (1935–36), (1938–39)
- Hachemi Chérif (19??–42)
- Habib Draoua (19??–57)
- Hachemi Chérif (195?–59)
- Habib Draoua (1959–60)
- Jean Baratte (1962–63)
- Abderrahmane Ben Ezzedine (1963–66)
- Sandor Pazmandy (1966–68)
- Robert Domergue (1968–69)
- Abderrahmane Ben Ezzedine (1969–70)
- Slah Guiza (1971–72)
- Vladimir Mirka (1972–73)
- Hmid Dhib (1973–76)
- Abderrahmane Ben Ezzedine (1976–77)
- Stjepan Bobek (1976–78)
- Mokhtar Tlili (1978–81)
- Hmid Dhib (1982–83)
- Roger Lemerre (1983–84)
- Amarildo (1985–87)
- Antoni Piechniczek (1987–90)
- Wladyslaw Zmuda (1990–91)
- Anton Donchevski (1991–92)
- Zdzislaw Podedworny (1992–93)
- Faouzi Benzarti (1993–95)
- Roberto di Baldos Amilton (1995–96)
- Faouzi Benzarti (1995–96)
- Luigi Maifredi (1996)
- Khaled Ben Yahia (1997)
- Youssef Zouaoui (1997–00)
- Antoni Piechniczek (2000)
- Youssef Zouaoui (2001)
- Ali Fergani (2001–02)
- Michel Decastel (2002–Jan 03)
- Faouzi Benzarti (2003)
- Youssef Zouaoui (2003–Dec 03)
- Oscar Fulloné (2003–04)
- Claude Andrey (2004–05)
- Mrad Mahjoub (July 2005–06)
- Khaled Ben Yahia (2005–06)
- Jacky Duguépéroux (2006–07)
- Faouzi Benzarti (2007)
- Arbi Zouaoui (2007)
- Ali Ben Neji (2007)
- Cabralzinho (2007)
- Youssef Zouaoui (2007–08)
- Cabralzinho (2008)
- Maher Kanzari (2008)
- José Morais (2008–09)
- Faouzi Benzarti (2009–10)
- Maher Kanzari (2010)
- Nabil Maaloul (2010–11)
- Michel Decastel (2012)
- Larbi Zouaoui (2012–2013)
- Khaled Ben Yahia (2013–2015)
- José Morais (2008–09)
- Faouzi Benzarti (2009-10)
- Nabil Maaloul (2010-2012)
- Nabil Maaloul (2012-2013)
- Maher Kanzari (2013)
- Sébastien Desabre (2013-2014)
- Rudd Krol (2014)
- Sébastien Desabre (2014)
- Khaled Ben Yahia (2014-2015)
- Jose Morais (2015)
- Jose Anigo (2015)
- Ammar Souayah (2015-2017)
- Faouzi Benzarti (2017)
- Mondher Kebaier (2018)
- Khaled Ben Yahia (2018)
- Mouine Chaabani (2018-2021)
- Radhi Jardi  (2021-2022)
- Nabil Maaloul (2022-2023)
- Anis Boussaïdiinterino (2023)
- Mouine Chaabani (2023-2024)
- Miguel Cardoso (enero 2024–octubre de 2024)
- Laurențiu Reghecampf (noviembre 2024–presente)

## Presidentes
Los siguientes son los presidentes del Espérance desde su fundación:
| - Mohamed Malki (1919–23) - Chedly Zouiten (1923–25) - Mohamed Zouaoui (1925–26) - Mustapha Kaak (1926–30) - Chedly Zouiten (1930–63) - Mohamed Ben Smaïl (1963–68) | - Ali Zouaoui (1968–71) - Hassen Belkhodja (1971–81) - Naceur Knani (1981–84) - Abdelhamid Achour (1984–85) - Moncef Zouhir (1985–86) - Mondher Zenaidi (1986–87) | - Hédi Djilani (1987–89) - Slim Chiboub (1989–04) - Aziz Zouhir (2004–07) - Hamdi Meddeb (2007) |

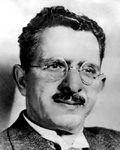
Mohamed Malki
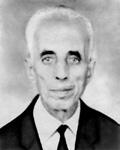
Mohamed Zouaoui
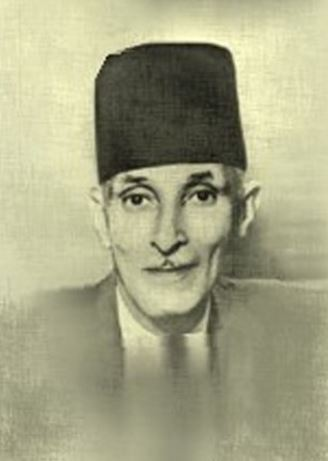
Mustapha Kaak
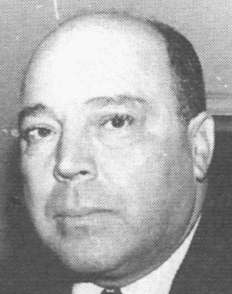
Hassen Belkhodja